# 訚柏
訚柏（1969年4月—），男，纳西族，北京大兴人，中华人民共和国政治人物。研究生学历，法学博士学位。现任中共中央纪委常委，国家监察委员会委员，中共中央政法委员会委员、秘书长。

## 生平
1987年9月，进入西南民族学院学习。1988年6月加入中国共产党。本科毕业后，1991年7月参加工作，进入云南省工商行政管理学校从事党务工作，后任学校副校长。1997年12月，调任云南省工商行政管理局公平贸易局副局长。期间挂职担任云南省楚雄市（县级市）副市长。2001年1月起，任中共南华县委副书记、县长，晋升为正县（处）级干部。次年6月，升任同县县委书记。2006年2月，转任楚雄彝族自治州中级人民法院院长（副厅级）。并于2006年9月至2009年6月间，在云南大学公共管理学院民族政治与公共行政专业学习，获法学博士学位。2011年1月，调任昆明市中级人民法院院长。
2013年1月，訚柏转任中共云南省委政法委副书记，并明确为正厅级，后兼任省维稳办主任一职。2014年5月，从省委机关调动至地市州任中共迪庆藏族自治州委书记。
2016年1月，从州委书记任上跨省调任至青海省，任青海省人民检察院党组书记，随后当选为检察长。2018年9月18日，訚柏辞去青海省人民检察院检察长职务，担任中共青海省委常委。同月20日，正式兼任中共青海省委政法委书记。
2020年9月至2021年4月，兼任中共海西州委书记。2021年11月至2022年4月，兼任中共青海省委组织部部长。
2022年4月，任中共青海省委副书记，同年5月省委换届后不再兼任省委政法委书记。同年7月，进京担任中共中央政法委员会副秘书长。同年10月，当选为中共中央纪委常委，且担任国家监察委员会委员。
2023年3月，升任中共中央政法委员会委员、秘书长。